# مصطفی صادق
مصطفی صادق (انگلیسی: Moustafa Sadek؛ زادهٔ ۳۱ ژانویهٔ ۱۹۷۲) بازیکن فوتبال است.
وی همچنین در تیم ملی فوتبال مصر بازی کرده‌است.